# Cheia de Manias
Cheia de Manias é uma canção cantada pelo grupo de pagode brasileiro Raça Negra. A música se tornou um dos sucessos mais grandes do grupo.

## Contexto e legado
A canção foi originalmente composta em 1978, a música foi feita em uma festa de fim de ano do jornal Folha de São Paulo. Segundo Luiz Carlos a canção era radicalmente diferente da versão que foi lançada, que também incluem uma introdução totalmente diferente. A canção foi originalmente gravada pelo grupo em 1988, mais só entrou no álbum Raça Negra Vol. 3  de 1992.
Em 2019, o grupo regravou a canção para novela A Dona do Pedaço, esta versão foi lançada como um single em 31 de maio de 2019. Na introdução da nova versão contei uma citação da Nona Sinfonia de Beethoven, esta introdução já estava presente nas apresentações ao vivo da canção.
Em 2024, durante em um show em São Paulo do Bruno Mars, o tecladista da banda John Fossitt tocou a melodia do Cheia de Manias que surpreendeu a audiência. Esta apresentação foi elogiado pelo grupo, com o vídeo da apresentação sendo postando pela conta oficial do grupo do Instagram.
Em 2025, a música foi gravada por Martinho da Vila com participação da cantora Luísa Sonza no álbum Pagode de Mart'nália.

## Desempenho nas paradas

### Semanal
| Parada (2025)           | Melhor posição |
| ----------------------- | -------------- |
| Brasil (Brasil Hot 100) | 96             |

### Anuais
| Parada (1992)                       | Melhor posição |
| ----------------------------------- | -------------- |
| Brasil (Crowley Broadcast Analysis) | 46             |